# Kabinett Khan
Das Kabinett Khan bildete vom 20. August 2018 bis zum 9. April 2022 die Regierung von Pakistan.

## Kabinettsmitglieder
| Amt                                                                                      | Foto | Name                 | Amtszeit                              |
| ---------------------------------------------------------------------------------------- | ---- | -------------------- | ------------------------------------- |
| Premierminister                                                                          |      | Imran Khan           | seit 18. August 2018                  |
| Außenminister                                                                            |      | Shah Mehmood Qureshi | seit 20. August 2018                  |
| Verteidigungsminister                                                                    |      | Pervez Khattak       | seit 20. August 2018                  |
| Innenminister                                                                            |      | Imran Khan           | 20. August 2018 bis 18. April 2019    |
| Innenminister                                                                            |      | Ijaz Ahmed Shah      | 18. April 2019 bis 11. Dezember 2020  |
| Innenminister                                                                            |      | Sheikh Rasheed Ahmad | seit 11. Dezember 2020                |
| Energieminister                                                                          |      | Omar Ayub Khan       | 11. September 2018 bis 17. April 2021 |
| Energieminister                                                                          |      | Hammad Azhar         | seit 17. April 2021                   |
| Minister(in) für Informationen und Rundfunk                                              |      | Fawad Chaudhry       | 20. August 2018 bis 18. April 2019    |
| Minister(in) für Informationen und Rundfunk                                              |      | Firdous Ashiq Awan   | 18. April 2019 bis 27. April 2020     |
| Minister(in) für Informationen und Rundfunk                                              |      | Shibli Faraz         | 28. April 2020 bis 2. März 2021       |
| Minister(in) für Informationen und Rundfunk                                              |      | Fawad Chaudhry       | seit 14. April 2021                   |
| Minister für Planung, Entwicklung, Reformen und Sonderinitiativen                        |      | Khusro Bakhtiar      | 20. August 2018 bis 18. November 2019 |
| Minister für Planung, Entwicklung, Reformen und Sonderinitiativen                        |      | Asad Umar            | seit 19. November 2019                |
| Minister für Finanzen und Einnahmen                                                      |      | Asad Umar            | 20. August 2018 bis 18. April 2019    |
| Minister für Finanzen und Einnahmen                                                      |      | Abdul Hafeez Shaikh  | 18. April 2019 bis 29. März 2021      |
| Minister für Finanzen und Einnahmen                                                      |      | Hammad Azhar         | 29. März 2021 bis 17. April 2021      |
| Minister für Finanzen und Einnahmen                                                      |      | Shaukat Tarin        | seit 17. April 2021                   |
| Minister für Bildung und Berufsbildung Minister für die Nationalgeschichte und Literatur |      | Shafqat Mahmood      | seit 20. August 2018                  |
| Minister für Justiz und Recht                                                            |      | Farogh Naseem        | seit 20. August 2018                  |
| Minister für Wohnen und Arbeit                                                           |      | Tariq Bashir Cheema  | seit 20. August 2018                  |
| Ministerin für Rüstungsproduktion                                                        |      | Zubaida Jalal Khan   | seit 20. August 2018                  |
| Minister für religiöse Angelegenheiten und interreligiöse Harmonie                       |      | Noor-ul-Haq Qadri    | seit 20. August 2018                  |
| Ministerin für Menschenrechte                                                            |      | Shireen Mazari       | seit 20. August 2018                  |
| Ministerin für regionale Angelegenheiten                                                 |      | Fahmida Mirza        | seit 20. August 2018                  |
| Minister für Industrie und Produktion                                                    |      | Abdul Razak Dawood   | 20. August 2018 bis 6. April 2020     |
| Minister für Industrie und Produktion                                                    |      | Hammad Azhar         | 6. April 2020 bis 16. April 2021      |
| Minister für Industrie und Produktion                                                    |      | Khusro Bakhtiar      | seit 17. April 2021                   |
| Minister für Drogenkontrolle                                                             |      | Imran Khan           | 20. August 2018 bis 6. April 2020     |
| Minister für Drogenkontrolle                                                             |      | Azam Khan Swati      | 6. April 2020 bis 10. Dezember 2020   |
| Minister für Drogenkontrolle                                                             |      | Ijaz Ahmed Shah      | seit 11. Dezember 2020                |